# Walter Schottky
Walter Schottky, född den 23 juli 1886 i Zürich, död den 4 mars 1976 i Forchheim, var en tysk fysiker och elektrotekniker, son till matematikern Friedrich Schottky, bror till botanikern Ernst Schottky.
Schottky studerade från 1904 fysik vid universitetet i Berlin. Han promoverades 1912 under Max Planck på avhandlingen Zur relativtheoretischen Energetik und Dynamik. Han fortsatte studierna vid universitetet i Jena under Max Wien. Hans habilitationsskrift Thermodynamik der seltenen Zustände im Dampfraum (Thermische Ionisierung und thermisches Leuchten) framlades 1920 vid universitetet i Würzburg. Schottky var därefter under åren 1923 till 1927 professor i teoretisk fysik vid universitetet i Rostock. Han lämnade sedan den akademiska världen och övergick till näringslivet, närmare bestämt företaget Siemens & Halske.